# Gallatin (Texas)
Gallatin è un comune (city) degli Stati Uniti d'America della contea di Cherokee nello Stato del Texas. La popolazione era di 419 abitanti al censimento del 2010.

## Geografia fisica
Secondo lo United States Census Bureau, la città ha una superficie totale di 11,92 km², dei quali 11,92 km² di territorio e 0 km² di acque interne (0% del totale).

## Società

### Evoluzione demografica
Secondo il censimento del 2010, la popolazione era di 419 abitanti.

### Etnie e minoranze straniere
Secondo il censimento del 2010, la composizione etnica della città era formata dal 91,89% di bianchi, il 2,39% di afroamericani, l'1,91% di nativi americani, lo 0,72% di asiatici, lo 0% di oceanici, l'1,67% di altre razze, e l'1,43% di due o più etnie. Ispanici o latinos di qualunque razza erano il 6,68% della popolazione.